# BMW Z4 Experience
BMW Z4 Experience (anteriormente lanzado como BMW Z4: An Expression of Joy) es un simulador de carreras de 2009 desarrollado y publicado por Artificial Life para iOS que promueve el BMW Z4 Roadster.

## Jugabilidad
El juego permite jugar a cuatro minijuegos únicos. Son la experiencia de conducción, la experiencia de navegación, la experiencia artística y la conducción libre.
La experiencia de conducción es similar a un examen de conducción de automóviles en el que debe utilizar sus habilidades de conducción para navegar a través de cinco intensas pistas de obstáculos. Puede conducir a lo largo de la costa, el campo, la isla tropical, el mar o por el sendero alpino. Sin embargo, debe aprobar el examen de manejo en la costa para desbloquear el resto de los desafíos.
La experiencia de navegación pone a prueba su experiencia de conducción para encontrar el recorrido más corto posible para pasar todas las ubicaciones en el mapa.
A la experiencia artística le gusta que conduzca el Z4 para rodear las burbujas en crecimiento y hacer que estallen en símbolos de color. Cuanto más explote el color, mayor será la puntuación.
El juego también tiene algunas configuraciones como poder activar o desactivar la sincronización de las puntuaciones del juego, conectarse con Facebook, ajustar la sensibilidad del acelerómetro y calibrar el acelerómetro. Básicamente, para conducir el automóvil, puede inclinarse hacia la izquierda y hacia la derecha para cambiar las direcciones de conducción y pisar el acelerador o aplicar los frenos cuando sea necesario. Puede personalizar la configuración de su automóvil, como el color del automóvil o el tipo de llantas que están usando las ruedas de su automóvil. Si te gusta el auto que hiciste, puedes capturar una imagen usando "capturar auto" y aparecerá en la galería de imágenes de iPhone o iPod Touch.
Para dibujar con el Z4, debe cambiar los colores ubicados en los botones redondos izquierdo y derecho. Solo se toca para cambiar el color. Aplique el acelerador para aumentar su velocidad o frene para invertir su dirección.